# Halicharan Narzary
Halicharan Narzary (Kokrajhar, India, 10 de mayo de 1994) es un futbolista de la India que juega en la posición de extremo. Desde 2023 juega con el Bengaluru FC de la Superliga de India.

## Carrera

### Club
| Periodo   | Club                        | Apariciones | Goles |
| --------- | --------------------------- | ----------- | ----- |
| 2010-2013 | Pailan Arrows               | 33          | 6     |
| 2013–2016 | Dempo SC                    | 27          | 1     |
| 2014      | → FC Goa (cedido)           | 3           | 0     |
| 2015      | → NorthEast United (cedido) | 3           | 0     |
| 2016–2018 | NorthEast United            | 25          | 0     |
| 2017      | → DSK Shivajians (cedido)   | 16          | 4     |
| 2018–2020 | Kerala Blasters             | 26          | 2     |
| 2019      | → Chennaiyin FC (cedido)    | 2           | 0     |
| 2020–2023 | Hyderabad FC                | 44          | 7     |
| 2023–     | Bengaluru FC                | 14          | 0     |

### Selección nacional

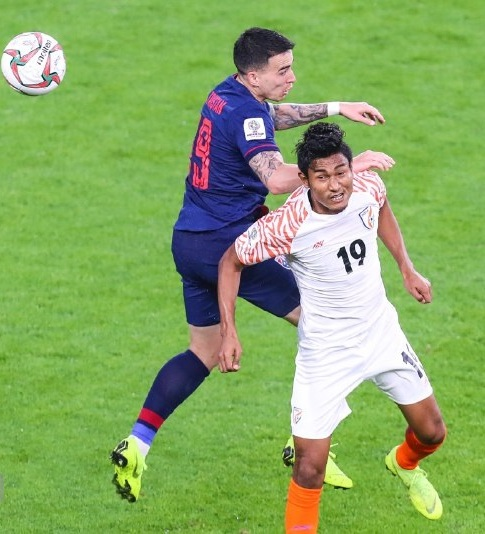
Narzary en la Copa Asiática 2019 ante.

Narzary debutó con India U19 el 31 de octubre de 2011 en la victoria por 3-1 ante Turkmenistán U19. Con India U23 debutó en la eliminatoria para el Campeonato Sub-22 de la AFC 2013 el 25 de junio de 2012 entrando de cambio por Jeje Lalpekhlua ante Irak U23 en la derrota por 1-2.
Narzary fue convocado por India para la clasificación de AFC para la Copa Mundial de Fútbol de 2018. Debutó el 12 de marzo de 2015 entrando de cambio por Robin Singh en la victoria por 2-0 ante Nepal en Guwahati. Narzary fue convocado para jugar en el Campeonato de la SAFF 2015. Jugó en la final conde vencieron 2-1 a 
Afganistán. Anotó su primer gol internacional ante Bután el 13 de agosto de 2016 en una victoria por 3-0 en un partido amistoso. Jugó en la clasificación para la Copa Asiática 2019 ante Kirguistán el 27 de marzo de 2018 en la derrota por 1-2. Narzary fue convocado para la 2018 Intercontinental Cup. donde Narzary jugó la final donde ganó India por 2–0 a Kenia. Jugó para India en la Copa Asiática 2019. Jugó en el partido inaugural donde vencieron a Tailandia por 4-1, la que fue la primera victoria de India en la Copa Asiática en 55 años, además de la mayor victoria de India en la historia del torneo. Jugó los tres partidos de India en el torneo donde fue eliminado en la fase de grupos. Fue convocado para la clasificación de AFC para la Copa Mundial de Fútbol de 2022.

## Logros

### Club
- Indian Super League: 2021–22

### Selección nacional
- SAFF Championship: 2015
- Tri-Nation Series: 2017
- Intercontinental Cup: 2018